# Traminda nigripuncta
Traminda nigripuncta là một loài bướm đêm trong họ Geometridae.